# يان مارتل
يان مارتل (بالإنجليزية: Yann Martel)‏ (ولد في 25 يونيو 1963): هو كاتب كندي من أصل إسباني اشتهر بروايته حياة باي التي حازت على جائزة البوكر على الرغم من أن لغته الأولى هي الفرنسية ولكن قام يان مارتل بكتابة الرواية باللغة الإنجليزية معللاً بقوله: «اللغة الإنجليزية هي اللغة التي هي الأفضل لي في التعبير عن دهاء الحياة. ولكن يجب أن أقول أن اللغة الفرنسية هي اللغة الأقرب إلى قلبي. ولهذا السبب نفسه، الإنجليزية تعطيني مسافة كافية في الكتابة.»

## بداية حياته
ولد مارتل في مدينة شلمنقة في إسبانيا. التحق في شبابه في المدرسة الثانوية الداخلية في بورت هوب في مقاطعة أونتاريو الكندية. ونشأ في كلاً من كوستا ريكا وفرنسا والمكسيك وكندا. وقضى مارتل وقتاً في إيران وتركيا والهند، ودرس الفلسفة في جامعة ترنت في مدينة بيتربورو في أونتاريو، وقضى 13 شهراً في الهند يرتاد المعابد والكنائس والمساجد وحدائق الحيوانات، ثم قضى سنتين في قراءة الكتب الدينية وقصص الضياع. وصدر أول عمل أدبي له في عام 1993 تحت عنوان «سبع قصص».

## مسيرته المهنية
صدرت رواية مارتل حياة باي في عام 2001 وحازت على جائزة المان بوكر عام 2002. وتم اختيار الرواية من الكتب التي يجب قراءتها في برنامج سباق الكتب في نسخته الكندية على راديو سي بي سي عام 2002. وكذلك حصل على ذات الاختيار في النسخة الفرنسية من البرنامج عام 2004.
وأمضى مارتل عاماً في مدينة ساسكاتون في مقاطعة ساسكاتشوان منذ سبتمبر 2003 ككاتب مقيم في المكتبة العامة، وتعاون مع الملحن عمر دانيال المقيم في المعهد الموسيقي في تورونتو في عمل القطعة الموسيقية «أنت حيثما أنت» التي تستند على نص كتبه مارتل، وتحتوي على أجزاء من محادثات هاتفية أُخذت من لحظات يوم عادي.
وأعلنت جامعة ساسكاتشيوان في نوفمبر 2005 أن مارتل سيكون أستاذ في الجامعة وهو لايزال فيها إلى اليوم.
روايته بياتريس وفيرجيل تناولت قضية المحرقة، وشخصياتها الرئيسية هما حيوانات محنطة (قرد وحمار) في متجر للتحنيط.
من 2007 إلى 2011، عمل مارتيل في مشروع عنوانه ما هي قراءة ستيفن هاربر؟، حيث يبعث لرئيس وزراء كندا كتاب واحد كل أسبوعين يرمز إلى «السكينة» ترافقه مذكرة تفسيرية. كما نشر رسائله والكتاب وردود مختارة في موقع على شبكة الإنترنت مخصص لهذا المشروع. انتهى مارتيل من مشروعه في فبراير 2011، بعد أن أرسل هاربر ما مجموعه 100 كتابا.

## أعماله
- سبعة قصص (1993)
- حقائق وراء روكاماشيوز هلسنكي (1993)
- الذات (1996)
- بياتريس وفيرجيل (2010)
- حياة باي (2012)

## الإنجازات
- فائز بجائزة المان بوكر للرواية (2002).
- فائز بجائزة هيو ماكلينن للرواية.
- أول كندي يمثل لجنة واشنطن للفنون.
- حازت قصته القصيرة حقائق وراء روكاماشيوز هلسنكي بجائزة جيرني 1991.

## روابط خارجية
- يان مارتل على موقع IMDb (الإنجليزية)
- يان مارتل على موقع الموسوعة البريطانية (الإنجليزية)
- يان مارتل على موقع مونزينجر (الألمانية)
- يان مارتل على موقع ميوزك برينز (الإنجليزية)
- يان مارتل على موقع ديسكوغز (الإنجليزية)
- يان مارتل على موقع قاعدة بيانات الفيلم (الإنجليزية)